# Katastrofa lotu Indian Airlines 440
Katastrofa lotu Indian Airlines 440 – katastrofa lotnicza, która wydarzyła się 31 maja 1973 roku. Samolot rozbił się podczas zbliżania się do lotniska Palam, zabijając 48 z 65 pasażerów i członków załogi na pokładzie.

## Wypadek
Lot 440 był regularnym krajowym lotem pasażerskim z Ćennaj, do Delhi. Gdy lot 440 w burzy zbliżał się do międzynarodowego lotniska Palam, uderzył w przewody wysokiego napięcia podczas podejścia NDB z widocznością poniżej minimum. Samolot rozbił się i zapalił. 48 z 65 pasażerów i załoga na pokładzie lotu 440 zginęło. Ratownicy powiedzieli, że ocaleni znajdowali się z przodu samolotu, chociaż jeden z rozbitków zgłosił, że siedział w tylnym rzędzie.
Wśród ocalałych było trzech Amerykanów i dwóch Japończyków. Wśród zmarłych było czterech Amerykanów, trzy osoby z Wielkiej Brytanii i jedna kobieta z Jemenu. Wśród zabitych był indyjski minister kopalń żelaza i stali Mohan Kumaramangalam, poseł do parlamentu Lok Sabha, polityk Komunistycznej Partii Indii K. Baladhandayutham, były członek parlamentu Rajya Sabha i polityk indyjskiego Kongresu Narodowego Devaki Gopidas.

## Przyczyna
Śledczy ustalili, że przyczyną wypadku był lot poniżej zezwolonej wysokości lotu.